# IFK Trelleborg
Der Idrottsföreningen Kamraterna Trelleborg ist ein schwedischer Sportverein aus Trelleborg. Der Klub ist vor allem für seine Fußball- und Handballmannschaften bekannt. Die als IFK Trelleborg Handboll antretende Handballmannschaft spielte zeitweise erstklassig, die Fußballmannschaft spielte in ihrer Geschichte bisher 16 Spielzeiten in der zweithöchsten Spielklasse.

## Geschichte
IFK Trelleborg gründete sich 1910 als Trelleborger Sektion der Organisation Idrottsföreningen Kamraterna. 1938 gliederte der Verein seine Abteilungen als eigenständige Vereine aus, wobei der Verein als Dachorganisation bestehen blieb.

### Fußball
Bei Einführung der schwedischen Ligapyramide zur Spielzeit 1928/29 gehörte IFK Trelleborg zu den Gründungsmitgliedern der acht nach regionalen Gesichtspunkten gegliederten Drittligastaffeln. Nachdem die Mannschaft kurzzeitig in die vierte Liga abgestiegen war, etablierte sie sich Mitte der 1930er Jahre im vorderen Mittelfeld der dritten Liga. 1937 setzte sich der Klub schließlich in einem Zweikampf mit dem später insbesondere für seine Handballmannschaft bekannten Ystads IF durch und stieg als Tabellenführer der Division 3 Sydsvenska erstmals in die zweite Liga auf.
In der Südstaffel der zweiten Spielklasse verpasste IFK Trelleborg als Aufsteiger nur knapp den Durchmarsch in die Allsvenskan, als hinter Malmö BI als Tabellenzweiter die Aufstiegsrunde nicht erreichte. In den beiden Jahren rutschte die Mannschaft ab, so dass sie 1940 hinter IFK Malmö und Höganäs BK einen Abstiegsplatz belegte und gemeinsam mit Ängelholms IF in die Drittklassigkeit zurückkehrte. Dort währte der Aufenthalt nur eine Spielzeit, da sich die Mannschaft als Staffelsieger in der Aufstiegsrunde durchsetzte. Dieses Mal spielte sie auf Anhieb gegen den Abstieg. Dieser konnte im ersten Jahr noch vermieden werden, 1943 setzte sich der punktgleiche Konkurrent BK Landora aufgrund des besseren Torquotienten durch.
Als Absteiger profitierte IFK Trelleborg seinerseits vom Torquotienten und entkam somit dem Absturz in die Viertklassigkeit, da punktgleich mit den beiden Tabellenletzten der letzte Nichtabstiegsplatz belegt wurde. Zunächst hielt sich der Klub in den folgenden Spielzeiten im mittleren Tabellenbereich, ehe die Mannschaft 1947 Opfer einer Ligareform und in vierte Liga eingeordnet wurde. 1951 kehrte sie in die dritte Liga zurück und marschierte mit vier bzw. acht Punkten Vorsprung auf die dahinter platzierten Husqvarna IF und Kalmar AIK direkt in die zweite Liga durch. Wiederum in den Abstiegskampf verwickelt hielt sich der Klub in den folgenden Jahren regelmäßig vor den Abstiegsplätzen. 1956 fehlte ein Punkt auf Åtvidabergs FF zum Klassenerhalt und gemeinsam mit dem Lokalrivalen Trelleborgs FF stieg der Klub abermals in die dritte Liga ab, aus der er drei Jahre später nach unten durchgereicht wurde.
Zunächst etablierten sich die Fußballer des IFK Trelleborg im vorderen Tabellenbereich ihrer Viertligastaffel, ohne konkret ins Aufstiegsrennen eingreifen zu können. In der Spielzeit 1964 kassierte die Mannschaft nur eine Saisonniederlage und gewann damit souverän die Staffelmeisterschaft. Als Aufsteiger setzte sich der Klub wiederum im Aufstiegsrennen zur zweiten Liga fest und kehrte am Ende der Saison 1966 dorthin zurück. Nach einem Jahr im mittleren Tabellenbereich spielte der Klub erneut um den Aufstieg zur Allsvenskan. Als Tabellenzweiter hinter Landskrona BoIS fehlte ein Punkt zum Einzug in die Aufstiegsrunde. Erneut konnte die Mannschaft den Erfolg nicht bestätigen und rutschte zeitweise wieder in den Abstiegskampf. 1972 wiederum Tabellendritter belegte der Klub im Folgejahr abermals einen Abstiegsplatz und stieg mit Blomstermåla IK und Jönköpings Södra IF aus der zweithöchsten Spielklasse ab.
Anschließend spielte IFK Trelleborg im Niemandsland der dritten Liga. Selbst beim dritten Platz in der Spielzeit 1979 und der Vizemeisterschaft 1981 hatte der Klub fünf Punkte Rückstand auf Staffelsieger Råå IF respektive Lunds BK. 1985 erneut Vizemeister wurde die Mannschaft im folgenden Jahr abermals Opfer einer Ligareform und stieg in die Viertklassigkeit ab, aus der der Klub in der anschließenden Saison in die fünfte Spielklasse abstieg. Nach dem sofortigen Wiederaufstieg spielte die Mannschaft um die Rückkehr in die dritte Liga, die 1991 bewerkstelligt wurde. Dort verpasste die Mannschaft in der Herbstserie erst in der Aufstiegsrunde den Durchmarsch in die zweite Liga. Zunächst im mittleren Tabellenbereich platziert zog der Klub 1995 erneut in die Aufstiegsrunde ein. Zunächst erfolgreich gegen Qviding FIF scheiterte die Mannschaft in der letzten Runde an Motala AIF aufgrund der Auswärtstorregel. Es folgten mehrere Jahre im vorderen Mittelfeld, ehe 2002 erneut ein Abstieg anstand, dem der Absturz in die fünfte Liga folgte.
2005 zum dritten Mal in der Vereinsgeschichte Opfer einer Ligareform kehrte die Fußballmannschaft des IFK Trelleborg 2007 in die Fünftklassigkeit zurück, wo sie sich seither hält.

### Handball
Zum Zeitpunkt der Aufteilung des Vereins in seine Unterabteilungen spielte die Handballmannschaft des IFK Trelleborg unterklassig. 1947 nahm sie erstmals an der Endrunde zur schwedischen Meisterschaft teil, an der der Klub neben den Erstligamannschaften als eine der ausgewählten Zweitligamannschaften teilnehmen durfte. Lange Jahre Zweitligist fiel der Klub mehrmals unter diese Regelung.
2006 stieg IFK Trelleborg erstmals in die Elitserie als höchste schwedische Spielklasse im Handball auf. Im ersten Jahr Tabellenachter spielte die Mannschaft anschließend gegen den Wiederabstieg. Setzte sich der Klub 2008 noch in den Relegationsspielen durch, scheiterte er dort im Folgejahr und spielt daher seit 2009 wieder zweitklassig.